# Щитомордник кам'янистий
Щитомордник кам'янистий (Gloydius saxatilis) — отруна змія з роду Щитомордник родини Гадюкові. Має 2 підвиди.

## Опис
Загальна довжина досягає 84 см. Спостерігається статевий диморфізм — самки більші за самців. Голова велика, дуже широка. Морда зверху пласка, кінець її не підведений. Щитки, що вкривають голову, утворюють плаский щит. У самців черевних щитків — 151—164, підхвостових — 37-46. У самок черевних щитків — 148—165, підхвостових — 34-41. Навколо середини тулуба є 21—25 рядків луски. Має парні трубчасті отруйні зуби на дуже рухомій верхньощелепній кістці.
Забарвлення верхньої сторони тулуба й бічної поверхні коричневе, рудувато-червонувате. Поперек тулуба йдуть 29-44 широкі яскраво-коричневі смуги, розділені світлішими проміжками. З боків проходять рядки темних цяток. Черево світло—коричнювате або рожеве, іноді світло-сіре.

## Спосіб життя
Полюбляє лісові, кам'янисті, гірські місцини, зокрема кедрово-широколистяні ліси маньчжурського типу. зустрічається на висоті до 1100—1300 м над рівнем моря. Місця зимівлі розташовуються у підземних печерах. Розташовані вони, як правило, на крутих гірських схилах південної експозиції на глибині до 4 м від поверхні землі. Вихід із зимівлі спостерігається у квітні — напочатку травня.
Харчується гризунами, рідше птахами й дуже рідко жабами.
Це досить отруна змія. У складі отрути переважають гемотоксіни, що діють на кровотворну систему, викликають крововиливу, тромбози і в підсумку великі некрози. Є також частка нейротоксинів, які діють на нервову систему, викликаючи параліч дихального центру та інших нервових вузлів.
Це живородна змія. Парування відбувається у травні. Самки у вересні — напочатку жовтня народжує до 14 дитинчат довжиною 19-25 см.

## Розповсюдження
Мешкає у Приморському, Хабаровського краю, Амурської області (Росія), північно-східному Китаї, Кореї.

## Підвиди
- Gloydius saxatilis saxatilis
- Gloydius saxatilis changdaoensis